# Чавољ
Чавољ (мађ. Csávoly) је село у Мађарској, јужном делу државе. Село управо припада Бајском срезу Бач-Кишкунске жупаније, са седиштем у Кечкемету.

## Природне одлике
Насеље Чавољ налази у крајње јужном делу Мађарске. Најближи већи град је Баја.
Историјски гледано, село припада крајње северном делу Бачке, који је остало у оквирима Мађарске (тзв. „Бајски троугао"). Подручје око насеља је равничарско (Панонска низија), приближне надморске висине око 130 м. Западно од насеља је област Подунавља, а источно се издиже Телечка пешчара.

## Становништво
Према подацима из 2013. године Чавољ је имао 1.882 становника. Последњих година број становника опада.
Претежно становништво у насељу су Мађари римокатоличке вероисповести. У малом постотку (око 1%) су присутни и Буњевци и Немци.